# Élection présidentielle ghanéenne de 2024
L'élection présidentielle ghanéenne de 2024 a lieu le 7 décembre 2024 afin d'élire le président et le vice-président de la république du Ghana. Des élections législatives ont lieu en même temps que le premier tour.
Le président sortant Nana Akufo-Addo n'est pas rééligible, la constitution limitant les présidents à un maximum de deux mandats successifs. Son parti, le Nouveau Parti patriotique (NPP) présente la candidature du vice-président sortant Mahamudu Bawumia. 
Le scrutin abouti à une alternance avec la victoire dès le premier tour du candidat du Congrès démocratique national (NDC), John Mahama et de sa colistière Jane Naana Opoku-Agyemang.

## Contexte

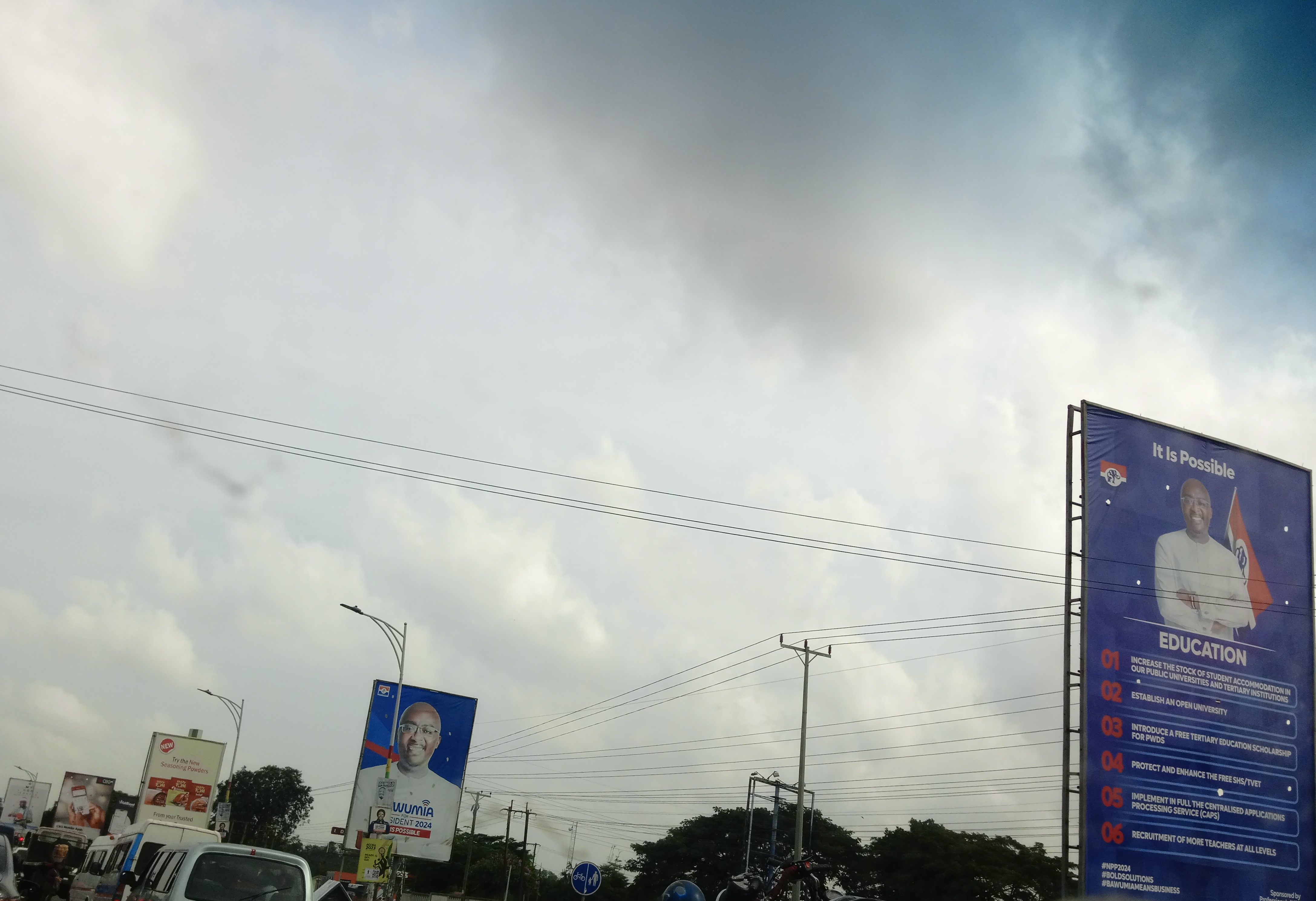
Aspect de la ville d'Accra lors de l'élection présentielle de 2024 au Ghana.

Nana Akufo-Addo, au pouvoir depuis 2016, l'emporte dès le premier tour de l'élection présidentielle ghanéenne de 2020 malgré un scrutin jugé très serré, qui aboutit lors des législatives organisées le même jour à un parlement sans majorité, les deux principaux partis obtenant le même nombre de sièges.
En janvier 2023, Nana Akufo-Addo déclare que les membres de son cabinet qui cherchent à se présenter à la présidence devront démissionner de leurs postes pour se concentrer sur leurs campagnes, provoquant plusieurs démissions,.
La candidate du Ghana Freedom Party, Akua Donkor, décède de maladie le 28 octobre 2024. La liste définitive des candidats est publiée le 20 septembre 2024 par la Commission électorale. Sur les 24 candidats ayant déposé leurs candidatures, 13 sont retenus.

## Système électoral
Le président du Ghana est élu au scrutin uninominal majoritaire à deux tours pour un mandat de quatre ans renouvelable une seule fois. Est élu le candidat ayant recueilli la majorité absolue des suffrages exprimés au premier tour. À défaut, un second tour est organisé entre les deux candidats arrivés en tête au premier, et celui recueillant le plus de voix est déclaré élu. Chaque candidat à la présidence se présente avec un candidat à la vice-présidence.
Peuvent participer au scrutin tous les citoyens ghanéens âgés d'au moins dix-huit ans. Quant aux candidats, ils doivent notamment être ghanéens de naissance et être âgés d'au moins quarante ans.

## Résultats
|                          | John Mahama Jane Naana Opoku-Agyemang   | NDC                      | 6 328 397  | 56,55 |  |  |
|                          | Mahamudu Bawumia Matthew Opoku Prempeh  | NPP                      | 4 657 304  | 41,61 |  |  |
|                          | Nana Kwame Bediako Maryam Esaka Kriesie | Indépendant              | 84 478     | 0,75  |  |  |
|                          | Alan John Kyerematen Kwame Owusu Danso  | M4C                      | 31 202     | 0,28  |  |  |
|                          | Nana Akosua Frimpomaa Wayoe Ghanamannti | CPP                      | 23 397     | 0,21  |  |  |
|                          | Autres candidats                        |                          | 66 644     | 0,59  |  |  |
|                          |                                         |                          |            |       |  |  |
| Votes valides            | Votes valides                           | Votes valides            | 11 191 422 | 97,91 |  |  |
| Votes blancs et nuls     | Votes blancs et nuls                    | Votes blancs et nuls     | 239 109    | 2,09  |  |  |
| Total                    | Total                                   | Total                    | 11 430 531 | 100   |  |  |
| Abstention               | Abstention                              | Abstention               | 7 343 664  | 39,12 |  |  |
| Inscrits / participation | Inscrits / participation                | Inscrits / participation | 18 774 195 | 60,88 |  |  |

## Conséquences
Le scrutin conduit à une alternance. Candidat du Nouveau Parti patriotique (NPP) au pouvoir, le vice-président sortant et ancien président de 2013 à 2017, Mahamudu Bawumia, est en effet battu par celui du Congrès démocratique national (NDC), John Mahama. Bawumia reconnait sa défaite au lendemain du scrutin, et l'appelle pour le féliciter avant de déclarer lors d'une conférence de presse « Le peuple ghanéen s’est exprimé, il a voté pour le changement et nous le respectons en toute humilité ». 
L'annonce de la victoire de John Mahama dès le premier tour provoque d'importantes célébrations de la part de ses partisans dans la capitale, Accra, avant d'être confirmée le 9 décembre par la Commission électorale. Le candidat aurait bénéficié d'un rejet par la population du gouvernement sortant dans un contexte de dégradation de la situation économique avec une forte inflation ayant atteint 50 % en 2023 avant d'être ramenée à 23 % l'année suivante. Le NDC remporte par ailleurs les élections législatives, permettant au nouveau président de bénéficier d'une majorité au Parlement,.